# جان جنیوری
جان جنیوری (انگلیسی: John January؛ ۶ مارس ۱۸۸۲ – ۱ دسامبر ۱۹۱۷) یک بازیکن فوتبال اهل ایالات متحده آمریکا بود.